# Sarcophaga chrysotelus
Sarcophaga chrysotelus är en tvåvingeart som först beskrevs av Walker 1853.  Sarcophaga chrysotelus ingår i släktet Sarcophaga och familjen parasitflugor. Inga underarter finns listade i Catalogue of Life.